# Mariano Melgar Conde
Mariano Hernán Melgar Conde, mencionado mayormente como Mariano H. Melgar (Callao, 25 de noviembre de 1892 - Lima, 23 de febrero de 1983) fue un marino y político peruano que llegó al grado de contralmirante de la Marina de Guerra del Perú. Durante el gobierno de José Luis Bustamante y Rivero fue ministro de Marina de febrero a octubre de 1948, así como encargado interino del ministerio de Relaciones Exteriores y Culto en tres ocasiones.

## Biografía
Nació en el Callao, siendo sus padres Pedro Melgar y Clorinda Conde. Su abuelo paterno, José Fabio Melgar Valdivieso (hermano menor del poeta y mártir patriota Mariano Melgar), fue político y varias veces ministro de Estado en el siglo XIX. Tuvo seis hermanos, uno de los cuales fue Fernando Melgar, que fue general de Aeronáutica y el primer titular de la cartera de Aviación en 1943.
Ingresó a la Escuela Naval del Perú en 1909 y egresó en 1913 como guardiamarina. Sirvió en el crucero Lima y en el crucero explorador Coronel Bolognesi. Luego fue destacado a la Armada argentina. A su regreso, en 1915, continuó su servicio en el Coronel Bolognesi, para pasar luego sucesivamente al crucero Almirante Grau, la cañonera Iquitos y el destructor Teniente Rodríguez.
Posteriormente comandó el submarino R-1 (1928), el R-3 (1931), el destructor Almirante Villar (1934) y el crucero Almirante Grau (1937). En 1940 pasó a comandar la División de Submarinos y en 1942 tomó el mando de la escuadra.
En 1944 ascendió a contralmirante, y al año siguiente fue acreditado como agregado naval en Argentina, Uruguay y Paraguay. De vuelta al Perú, fue nombrado jefe del Estado Mayor General de Marina en 1947.
Fue ministro de Marina en los dos últimos gabinetes ministeriales del presidente José Luis Bustamante y Rivero (Saldías y Revoredo), desde febrero de 1948 hasta el golpe de Estado de 27 de octubre de ese mismo año. Durante dicho periodo se destaca su participación en las ceremonias conmemorativas por el sétimo centenario de la fundación de la Armada española.
También ocurrió la rebelión aprista del Callao del 3 de octubre de 1948, protagonizado por algunos oficiales y marineros de la escuadra, la misma que fue sofocada sangrientamente. Fue entonces cuando se puso al partido aprista fuera de la ley y se persiguió a sus dirigentes.
Incidentalmente, se hizo cargo del Ministerio de Relaciones Exteriores y Culto en tres oportunidades, por ausencia de su titular Armando Revoredo:
- De 26 de marzo a 26 de abril;
- de 28 de abril a 7 de mayo; y
- de 28 de agosto a 6 de septiembre de 1948

En ese mismo año de 1948 pasó a retiro. Fue nombrado prefecto de Arequipa en 1956. Participó en la 6.ª Reunión de la Comisión Permanente del Pacífico Sur, realizada en Quito en 1959.
Falleció en 1983, a la avanzada edad de 91 años.